# Ska-P
Ska-P je ska punková hudební skupina založená v Madridu (Vallecas) v roce 1994. Občas bývá zařazena jako politická, silně levicově založená anarchistická hudební skupina. Ska-P kombinuje upřímné a výstižné texty s rychlostí punkového stylu a melodií ska. Jejich vyhraněný postoj je vidět už na neobvyklých účesech. Někteří členové mají číra, zatímco ostatní jsou skoro vyholení s copem na zadní části hlavy.
Ke konci roku 2004 oznámili práci na novém albu. Po volbě 4 proti 2 v únoru 2005 se na světě objevilo nečekané oznámení o přestávce. Členové budou v této přestávce pracovat na vlastních projektech. Poslední koncert proběhl v Madridu, 24. září 2005. Skupině tleskal desetitisícový stadion La Cubierta. Ska-P poprvé vystoupili na českém hudebním festivalu Rock for People v červenci 2004.
12. října 2007 Ska-P oznámili návrat, který oficiálně uskutečnili 24. dubna 2008. 7. září 2008 vydali nové album o 13 písních nazvané Lagrimas Y Gozos, což přeloženo znamená "Slzy a radost". Spolu s návratem kapela začala od podzimu roku 2008 opět pravidelně koncertovat.

## Jméno
Jméno skupiny (vyslovované jako es'ka-pe) je založeno na spojení slov ska a punk, vytvářejíc tak foneticky znějící španělské 'escape' (únik, útěk nebo také východisko).

## Ideály
Ska-P je kapela velmi otevřená a upřímná ve svých textech. Tématy písniček Ska-P jsou např. lidská práva, zrušení trestu smrti, sociální nespravedlnost, antifašismus, antikapitalismus, antisionismus, legalizaci marihuany a práva zvířat (zrušení býčích zápasů). Skupina oslavuje dělnickou třídu a její postavení. Naopak poukazuje na nerovnosti mezi lidmi a vyzývá k okamžitému řešení. Zastánci multikulturalismu a osobní volnosti. Několik skladeb je namířeno proti církvi, jedna přímo proti papeži Benediktovi XVI.

## Členové Ska-P
- Pulpul (Roberto Gañan Ojea) - kytara a zpěv (1994)
- Joxemi (Jose Miguel Redin Redin) - kytara (1996)
- Julio (Julio Cesar Sanchez) - basová kytara (1994)
- Kogote (Alberto Javier Amado) - klávesy a vokály (1994)
- Luismi - bicí (od 1999)
- Pipi (Ricardo Delgado de la Obra) - showman a vokály (1996)
- Pako - manažer a dříve bicí (1994)
- Toni - kytara a vokály (bývalý člen 1994)
- Chiquitin (Alberto Iriondo) - trumpeta
- Gari (Garikoitz Badiola) - trombon

## Nové projekty
- The Locos: «Pipi», «Gari»
- No-Relax: «Joxemi», «Micky», «David»

## Písničky
Písnička Como un Rayo („Jako blesk“) je věnována madridskému fotbalovému klubu Rayo Vallecano a je často hrána na koncertech v Madridu.
Skladba „Solamente Por Pensar“ byla složena k uctění památky italského antiglobalisty Carla Giulianiho, který byl zabit policií.
Skladba Juan sin tierra (Juan bezzemek) je věnovaná Victoru Jarovi, je od něj zčásti převzatá a připomíná jeho život, zakončený téměř mučednickou smrtí.

## Diskografie

### Alba
- Ska-P (1994)
- El Vals del Obrero (1996)
- Live Madrid (1997)
- Eurosis (1998)
- Planeta Eskoria (2000)
- ¡¡Que Corra La Voz!! (2002)
- Incontrolable (záznam koncertu - CD, DVD) (2004)
- Lágrimas y Gozos (2008)
- 99% (2013)
- Game over (2018)

### Singly
- 1996: "Cannabis" from (El vals del obrero)
- 1996: "Ñapa Es" from (El vals del obrero)
- 1998: "Paramilitar" from (Eurosis)
- 2000: "Planeta Eskoria" from (Planeta Eskoria)
- 2000: "Derecho de Admisión" from (Planeta Eskoria)
- 2008: "Crimen sollicitationis" from (Lágrimas y gozos)
- 2013: "Canto a la rebelión" from (99%)
- 2013: "Se Acabó" from (99%)
- 2018: "Jaque al Rey" from (Game Over)

## Videografie
- Ska-p en concierto (1998) (VHS)
- Seguimos en pie (1999) (VHS, DVD)
- Incontrolables (2003) (CD, DVD)
- Los Mejores (2009)
- Live in Woodstock Festival (2016) (CD, DVD)